# Piéla
Piéla ist sowohl eine Gemeinde (französisch commune rurale) als auch ein dasselbe Gebiet umfassendes Departement im westafrikanischen Staat Burkina Faso, in der Region Est und der Provinz Gnagna. Die Gemeinde hat in 36 Dörfern und fünf Sektoren des Hauptortes 55.672 Einwohner.
Die Region am Rande der Sahelzone wird durch mehrere deutsche Organisationen unterstützt.
Der Förderverein Piéla-Bilanga e.V. aus Ochsenhausen hat in den letzten 34 Jahren mehr als 20 Primarschulen finanziert, die Wasserversorgung des Städtchens Piéla errichtet, die Protestantische Primarschule und das Lycée (Gymnasium) Bethlehem finanziert. Weiter engagiert sich der Förderverein in der Behindertenarbeit und der Sensibilisierung gegen die Genitalverstümmelung von Frauen.
Der Verein BAREKA aus Untergruppenbach finanziert (ebenfalls mit Zuschüssen des BMZ) Trinkwasserbrunnen auf den Dörfern und in landwirtschaftlichen Projekten. (Bio-Sesam)
Bad Münstereifel ist eine Partnerstadt von Piéla. Die Gemeinde erhält von dort sogenannte Hilfe zur Selbsthilfe. Die Partnerschaft Piéla -Bad Münstereifel hat in den letzten 20 Jahren 91 Brunnen in der Gemeinde Piéla sowie in den angrenzenden Gemeinden errichtet. Im Jahr 1998  baute die Partnerschaft das Mädchenwohnheim "Torima" um Waisenkinder und Mädchen aus sehr armen Familien ein Zuhause zu bieten, und den Besuch der Schule zu ermöglichen. Die weiteren Ziele sind die berufliche Bildung durch die Errichtung eines Ausbildungszentrums für handwerkliche Berufe voranzutreiben, und die Sensibilisierung in den Themen der Familienplanung.